# 牌坊镇
牌坊镇，是中华人民共和国安徽省亳州市涡阳县下辖的一个乡镇级行政单位。

## 行政区划
牌坊镇下辖以下地区：
丁集社区、牌坊社区、周桥社区、耿皇社区、程楼村、大梁村、滨河村、五里郭村、西常村、双楼村、杨双楼村、张桥村、燕大村、三周村、曹庄村、张元村、高庄村、耿楼村、王安村和宋楼村。